# 莫哈奇
莫哈奇,又译为摩哈赤，是匈牙利的城鎮，位於該國南部多瑙河右岸，由巴兰尼亚州負責管轄，面積112.23平方公里，海拔高度82米，2009年人口19,129，大部居民信奉天主教。

## 词源
该地名很可能源自斯拉夫语族的 *Mъchačь 或 Mocháč，其中 *mъchъ 意为“苔藓”（匈牙利语 moha 一词即借自斯拉夫语）+ 斯拉夫语后缀 -ačь，类似于斯洛伐克语中的 Mochnáč 或捷克语中的 Macháč。 可见于1093年、1190年与1388年的记载形式 Mohach。
在莫哈奇附近发生过两场著名的战役：1526年的莫哈奇战役和1687年的第二次莫哈奇战役。这两场战役分别标志着奥斯曼帝国对匈牙利统治的开始与终结。
在罗马时期，莫哈奇附近的多瑙河岸边曾设有一座军营。
在中世纪的匈牙利王国时期，莫哈奇属于历史上的巴兰尼亚县。奥斯曼统治时期，莫哈奇是奥斯曼行政单位——莫哈奇桑贾克的行政中心。
在哈布斯堡王朝从奥斯曼人手中收复该地后，莫哈奇重新划归恢复后的巴兰尼亚县。
1910年，莫哈奇区总人口为56,909人，其中21,951人讲德语，20,699人讲匈牙利语，4,312人讲塞尔维亚语，421人讲克罗地亚语。另有9,600人被列为讲“其他语言”。
直到第二次世界大战结束前，当地居民主要是多瑙河施瓦本人，在当地被称为“Stifolder”，因其祖先于17至18世纪自富尔达地区迁入。 根据1945年《波茨坦协定》，大多数原德裔居民于1945年至1948年间被驱逐至盟军占领下的德国和盟军占领下的奥地利。

## 友好城市
莫哈奇与以下城市结为友好城市：
- 克罗地亚贝利马纳斯蒂尔
- 德国本斯海姆
- 土耳其贝伊科兹
- 罗马尼亚肯皮亞圖爾濟
- 波兰希隆斯克地區謝米亞諾維采
- 克罗地亚斯韦蒂·菲利普和雅科沃
- 法国瓦特勒洛